# Bert Sproston
Bert Sproston, född 22 juni 1914 i Elworth, Cheshire, England, död 27 januari 2000, var en engelsk professionell fotbollsspelare. 
Sproston började sin professionella fotbollskarriär som högerback i Leeds United där han spelade totalt 140 matcher och gjorde 1 mål, varav 130 ligamatcher och 1 ligamål, mellan 1933 och 1938. Därefter spelade han en kort period för Tottenham Hotspur innan han flyttade Manchester City där han spelade 125 ligamatcher och 5 ligamål mellan 1938 och 1950.
Han spelade dessutom 11 landskamper för England.